# Robert Hunter (aviron)
Robert Hunter, né le 27 avril 1904 et mort le 25 mars 1950 dans la même ville, est un rameur d'aviron canadien.

## Palmarès

### Jeux olympiques
- Paris 1924
  -  Médaille d'argent[1].